# Emad Motaeb
Emad Mohamed Abd El Naby Ibrahim Motaeb (arab. عماد متعب, ur. 20 lutego 1983 w Asz-Szarkijji) – piłkarz egipski grający na pozycji napastnika.

## Kariera klubowa
Motaeb urodził się niedaleko Kairu w prowincji Asz-Szarkijja. Piłkarską karierę rozpoczął w klubie Al-Ahly Kair. Już w 2001 roku w wieku 18 lat zadebiutował w jego barwach w pierwszej lidze egipskiej. Sukcesy z Al-Ahly zaczął osiągać jednak kilka lat później. W 2005 roku sięgnął po swój pierwszy tytuł mistrza Egiptu, a następnie wywalczył także Superpuchar Egiptu oraz po raz pierwszy wygrał Ligę Mistrzów. W sezonie 2004/2005 z 15 golami zdobył tytuł króla strzelców ligi. W Klubowym Pucharze Świata 2005 zdobył jedynego gola dla Al-Ahly w meczu o 5. miejsce z FC Sydney (1:2). W 2006 roku przyczynił się do obrony mistrzowskiego tytułu, a także drugiego z rzędu Pucharu Mistrzów oraz zdobycia pierwszego w karierze Pucharu Egiptu. Zdobył też brązowy medal w Klubowym Pucharze Świata 2006 (wygrana 2:1 meczu o 3. miejsce z meksykańską Amériką Meksyk). W sezonie 2006/2007 wywalczył z Al-Ahly dublet - mistrzostwo oraz puchar kraju. W latach 2006 i 2007 zdobywał też Superpuchar Afryki. W 2008 roku trafił na roczne wypożyczenie do saudyjskiego Ittihad FC.
W sezonie 2010/2011 Moteab był zawodnikiem Standardu Liège. W 2011 roku ponownie został zawodnikiem Al-Ahly.

## Kariera reprezentacyjna
W 2003 roku Motaeb wraz z reprezentacją Egiptu U-21 wystąpił w Mistrzostwach Świata U-20, wcześniej zdobywając mistrzostwo Afryki U-20. Egipt dotarł do 1/8 finału, a w grupowym spotkaniu z Anglią Emad zdobył jedynego gola meczu.
W 2004 roku Motaeb zadebiutował w pierwszej reprezentacji Egiptu. W 2006 roku został powołany przez Hassana Shehatę do kadry na Puchar Narodów Afryki 2006. Tam był podstawowym zawodnikiem „Faraonów” i w meczach grupowych zdobył 2 gole (oba w wygranym 3:1 z Wybrzeżem Kości Słoniowej). W kolejnych meczach także był czołowym zawodnikiem (zdobył gola w wygranym 4:1 ćwierćfinale z Demokratyczną Republiką Konga), a wystąpił także w finale z Wybrzeżem Kości Słoniowej wygranym przez Egipcjan po serii rzutów karnych.
W 2008 roku Shehata powołał Motaeba na Puchar Narodów Afryki 2008 w Ghanie. Na tym turnieju Egipt ponownie został mistrzem kontynentu.